# James L. Elliot
James L. Elliot (ur. 17 czerwca 1943, zm. 3 marca 2011) – amerykański astronom, odkrywca pierścieni Urana.

## Życiorys
Elliot ukończył Massachusetts Institute of Technology w 1965, w 1972 otrzymał doktorat w Harvard University. Pracował głównie w MIT, gdzie sprawował funkcje Professor of Physics i Professor of Earth, Atmospheric, and Planetary Sciences.
Kwestia odkrycia przez zespół Elliota pierścieni Urana pozostaje sporna. Istnieją podejrzenia, że pierścienie zostały po raz pierwszy zaobserwowane przez Williama Herschela w 1797, niemniej większość naukowców uważa Elliota za ich odkrywcę.